# Schwarzer Wasserspringer
Der Schwarze Wasserspringer (Podura aquatica), auch Wasserspringschwanz genannt, ist ein häufig vorkommender Sechsfüßer aus der Ordnung der Springschwänze, die traditionellerweise zu den Urinsekten gezählt wurden bzw. werden. Sein Verbreitungsgebiet umfasst Europa, Sibirien und Nordamerika.

## Merkmale

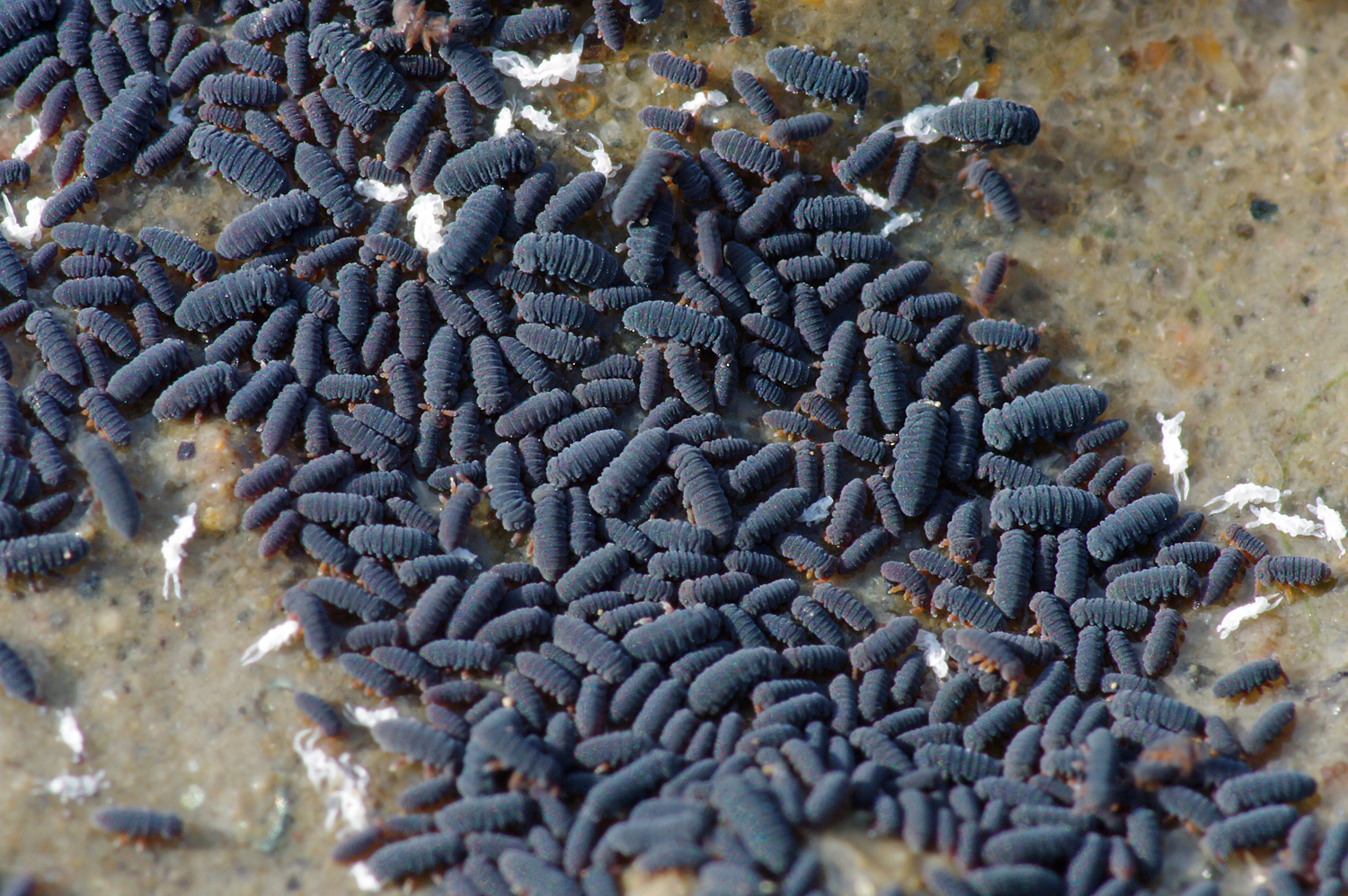
Ansammlung von Wasserspringern am Spülsaum eines Weihers; zwischen den Tieren sieht man weiße Häutungsreste

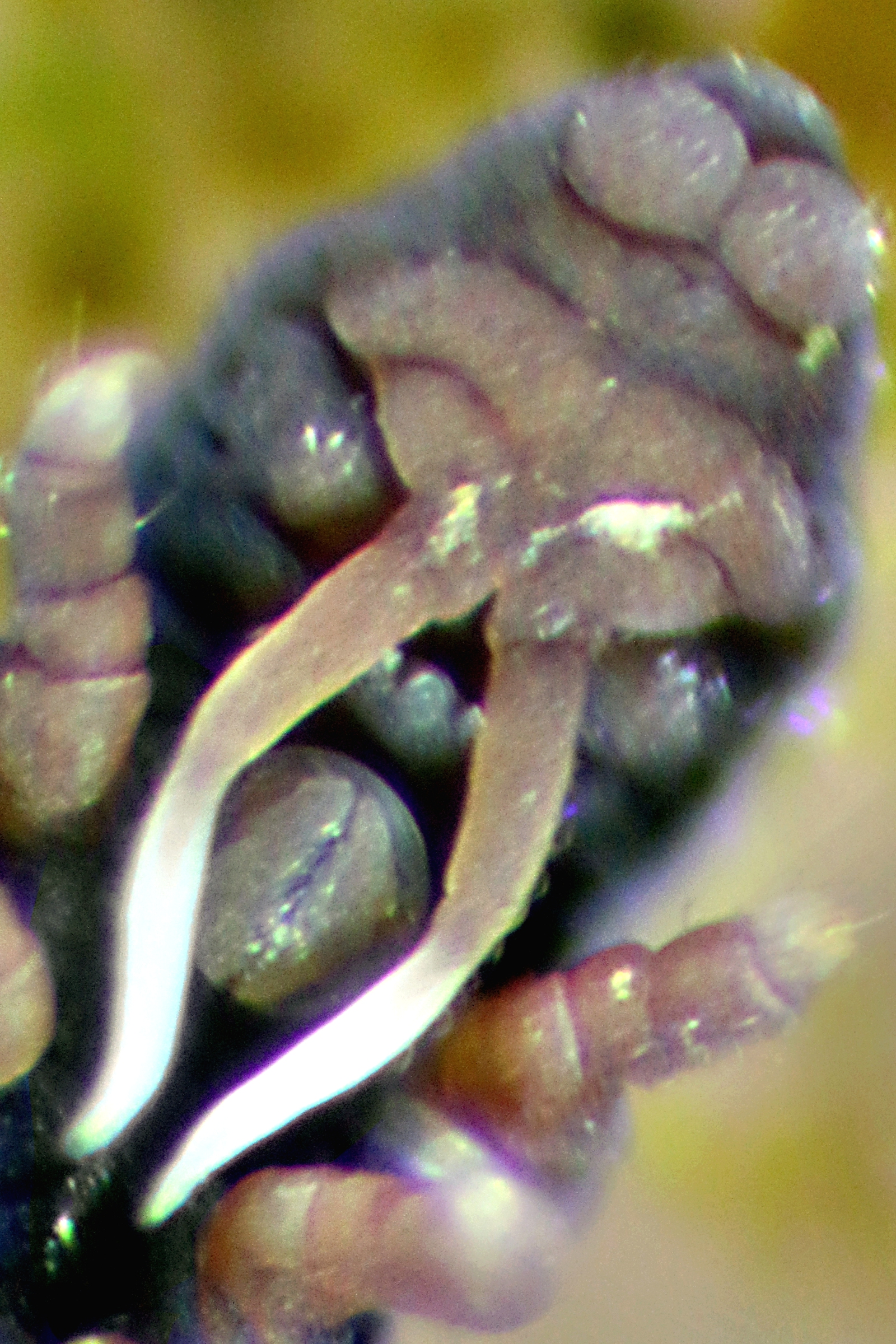
Sprunggabel auf der Unterseite

Die grau-bläulich bis schwärzlich gefärbten Tiere erreichen eine Körpergröße von 1,1 bis 1,5 mm und haben relativ kurze Beine und Fühler. Die der Fortbewegung dienende Sprunggabel (Furca bzw. Furcula) ist nach innen geklappt. Dieser zweizinkige Körperfortsatz wird mit einem Muskel ruckartig nach hinten geschnellt.

## Lebensweise
Wasserspringer leben auf der Oberfläche stehender Kleingewässer – Tümpel und länger existierende Pfützen – und kommen oft in großen Ansammlungen vor. Mitunter finden Massenvermehrungen statt, so dass die entsprechende Gewässerfläche von Individuen wie schwarz berußt wirkt. Dies ist vor allem zur Zeit der Schneeschmelze etwa auf Pfützen von Waldwegen der Fall. Die Nahrung besteht aus Bakterien, Algen und Pollenkörnern, die auf der Wasseroberfläche treiben. Bei Störungen springen die Tiere ungestüm in alle Richtungen auseinander. Sie sind so klein und leicht, dass sie nicht nur von der Oberflächenspannung des Wassers getragen werden, sondern sich bei ihren Sprüngen sogar von der Oberfläche abstoßen können.
Die Art verfügt über ein komplexes Paarungsverhalten, welches eine indirekte Spermatophorenübertragung beinhaltet. Auf der einen Seite eines Weibchens baut das Männchen einen „Zaun“ aus Samenpaketen. Anschließend schiebt es das Weibchen von der anderen Seite her in die Spermatophoren hinein.